# RosUkrEnergo
RosUkrEnergo è una società svizzera che trasporta gas naturale dal Turkmenistan ai paesi dell'Europa dell'Est. Il 50% della compagnia è di proprietà di Gazprom attraverso la sua controllata svizzera Rosgas Holding A.G. e l'altro 50% dalla svizzera Centragas Holding A.G. che agisce per contro di un consorzio di GDF group di proprietà di Dmytro Firtash e Ivan Fursin.
Prima della disputa del gas russo-ucraina del 2009 era l'unico importatore di gas naturale dal rivenditore Gazprom alla Naftogaz ucraina.